# 熊本県道・大分県道131号笹倉久住線
熊本県道・大分県道131号笹倉久住線（くまもとけんどう・おおいたけんどう131ごう ささくらくじゅうせん）は、熊本県阿蘇市から大分県竹田市に至る一般県道である。

## 概要
熊本県阿蘇市波野大字小地野から大分県竹田市久住町大字久住に至る。狭隘な区間が多いが、拡幅されている箇所もある。

### 路線データ
- 起点：熊本県阿蘇市波野大字小地野（笹倉交差点、国道57号交点、熊本県道40号南小国波野線終点）
- 終点：大分県竹田市久住町大字久住（国道442号交点）

## 路線状況

### 重複区間
- 熊本県道40号南小国波野線（阿蘇市波野大字小地野・笹倉交差点（起点） - 阿蘇郡産山村大字山鹿）

### 道路施設

#### トンネル
- 大分県
  - 稲葉トンネル：延長50 m、1970年（昭和45年）竣工、竹田市

## 地理

### 通過する自治体
- 熊本県
  - 阿蘇市
  - 阿蘇郡産山村
- 大分県
  - 竹田市

### 交差する道路
| 交差する道路                                   | 都道府県名 | 市町村名 | 市町村名 | 交差する場所   | 交差する場所      |
| ---------------------------------------------- | ---------- | -------- | -------- | -------------- | ----------------- |
| 国道57号 熊本県道40号南小国波野線 重複区間起点 | 熊本県     | 阿蘇市   | 阿蘇市   | 波野大字小地野 | 笹倉交差点 / 起点 |
| 熊本県道40号南小国波野線 重複区間終点          | 熊本県     | 阿蘇郡   | 産山村   | 大字山鹿       |                   |
| 大分県道638号白丹竹田線                        | 大分県     | 竹田市   | 竹田市   | 久住町大字白丹 |                   |
| 大野川上流広域農道 / 奥豊後グリーンロード      | 大分県     | 竹田市   | 竹田市   | 久住町大字白丹 |                   |
| 国道442号                                      | 大分県     | 竹田市   | 竹田市   | 久住町大字久住 | 終点              |

### 沿線
- 阿蘇やまなみリゾートホテルゴルフ倶楽部
- 産山村役場
- 産山郵便局
- 産山村立産山学園
- 竹田市立白丹小学校
- 竹田市役所 久住総合支所